# Women For Hire
Women For Hire – wrocławska grupa tworząca muzykę z pogranicza gatunków: synth-pop, modern R’n’B, indietronica.

## Kariera muzyczna
Zespół utworzony został przez braci kompozytorów, multiinstrumentalistów, producentów muzycznych i autorów tekstów Mateusza Malarta i Krzysztofa Malarta. W grudniu 2014 roku premierę miał singiel pt. Time to waste, który wzbudził duże zainteresowanie mediów – po jego pozytywnym odbiorze Women For Hire otrzymali zaproszenie na showcase Spring Break 2015 w Poznaniu. Singiel Time to waste dostał się na listę przebojów Fresh Top 20 radia Planeta.fm i dotarł ostatecznie do 3. pozycji. Piosenką zainteresował się również Dawid Podsiadło, prezentując ją w swojej audycji w Czwórce i przeprowadzając wywiad z zespołem. Utwór prezentowany był również w wielu innych rozgłośniach radiowych m.in. Muzo.fm. 

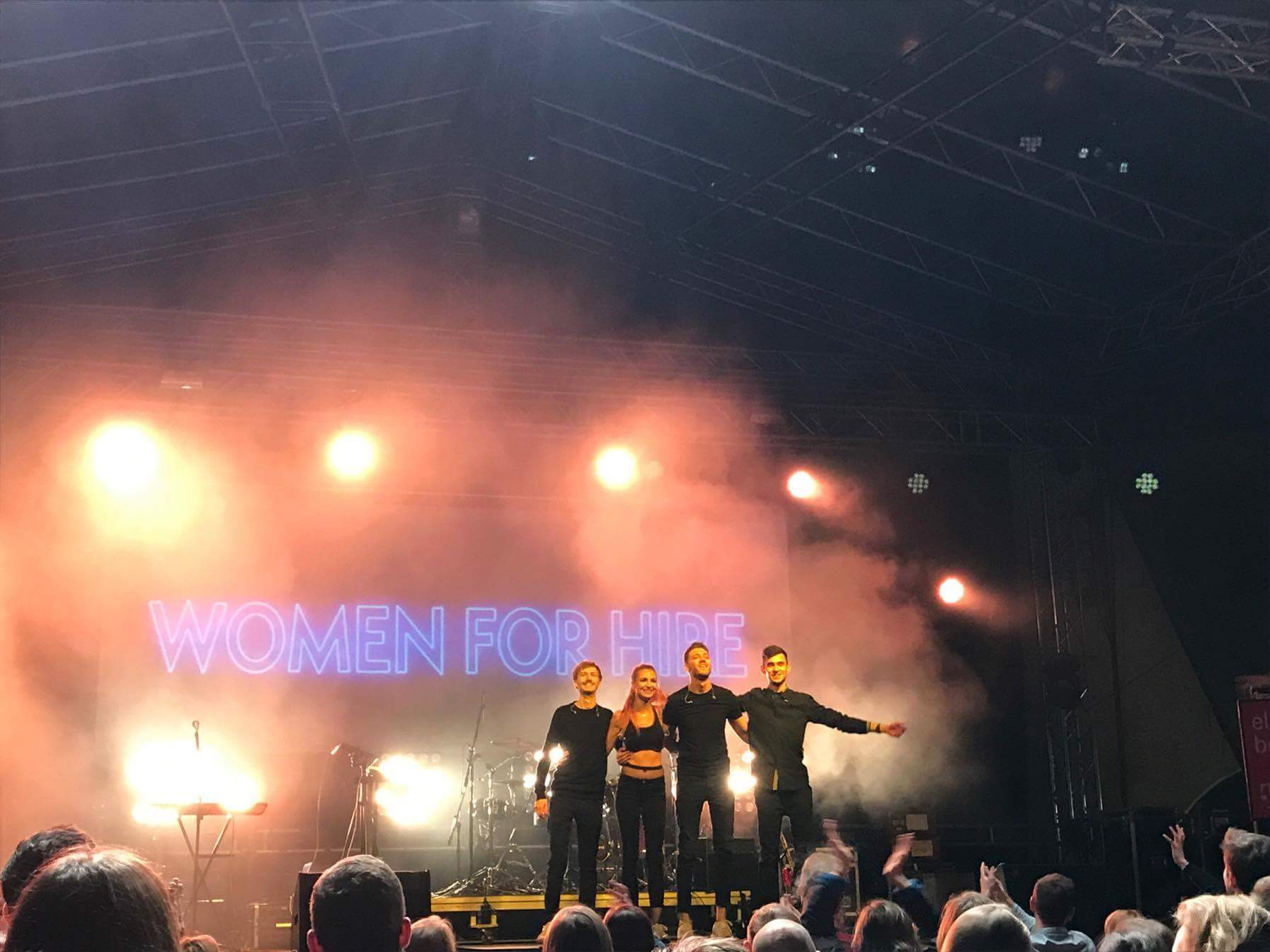
Women For Hire w składzie koncertowym na scenie T-Mobile Electronic Beats Stage podczas 17. MFF Nowe Horyzonty 2017

W marcu 2015 roku premierę miał kolejny singiel pt. Careless, który opublikowany został również na albumie Ram Cafe 10 przygotowanym przez szefa muzycznego wrocławskiego Radia Ram, Piotra Bartysia oraz na kompilacji Odkryj, prezentującej selekcję najciekawszych nowych artystów Dolnego Śląska.
18 sierpnia 2015 miała miejsce premiera Time to Waste EP, na którym znalazły się również dwa remiksy tytułowego utworu stworzone przez Teielte i Gazella. Wydawnictwo zostało dobrze przyjęte przez media polskie i zagraniczne – m.in. brytyjski blog Indietronica.org.
5 grudnia 2015 roku zespół wystąpił na gali 15-lecia Radia Ram w Sali Koncertowej Polskiego Radia Wrocław. 10 grudnia zwyciężyli w głosowaniu publiczności i zagrali koncert podczas Moico Enjoy Music. W lutym 2016 Women For Hire wystąpili podczas CitySounds Showcase.
17 listopada 2016 zespół opublikował nagranie pt. Metefora z gościnnym udziałem Ptakovej, którym zainteresował się szereg rozgłośni radiowych, m.in. RMF MAXXX.
12 sierpnia 2017 roku zespół zagrał koncert zamykający podczas 17. Międzynarodowego Festiwalu Filmowego Nowe Horyzonty na scenie T-Mobile Electronic Beats. We wrześniu 2017 roku Women For Hire zostali wyłonieni w eliminacjach do finału konkursu Uncovered – Daj się odkryć, w którego jury zasiadali m.in. członkowie zespołu Kamp! Po zwycięskim głosowaniu publiczności zespół zagrał podczas prestiżowego Blue Night by Absolut w Warszawie, dzieląc scenę m.in. z Elle Eyre, Sarsą, Kamp!.
15 lutego 2018 premierę miał miejsce singiel The Return wraz z teledyskiem w całości wyprodukowanym przez braci Malart, którego zdjęcia miały miejsce w Berlinie. Teledysk inspirowany jest twórczością Dawida Lyncha. 15 marca zespół opublikował wersje live singla wykonaną podczas koncertu na festiwalu Nowe Horyzonty.
15 maja 2018 w serwisie YouTube zespół udostępnił nową piosenkę pt. What U’ve got, w formie 14 minutowego filmu live.
20 lipca 2018 podczas rozmowy w Czwórce zespół zaprezentował przedpremierowo nowy singiel pt. Warm Farewell oraz poinformował, że jego premiera odbędzie się we wrześniu. 12 września 2018 singiel ukazał się oficjalnie wraz z teledyskiem.

## Muzycy
- Mateusz Malart – gitara, bass, wokal, klawisze
- Krzysztof Malart – perkusja, klawisze, teksty

## Styl muzyczny
Styl grupy Women For Hire cechują wpływy francuskiej i brytyjskiej muzyki synthpopowej oraz indierockowej z szerokim wykorzystaniem brzmień analogowych, wyrazistymi liniami basowymi i charakterystycznymi damsko-męskimi wokalami śpiewanymi razem i pojedynczo. Dziennikarze podkreślają „zachodni” charakter i brzmienie kompozycji zespołu wykraczające poza lokalną stylistykę.

## Dyskografia

### EP
- 2015: Time to Waste EP

### Single
- 2014: Time to Waste
- 2015: Careless
- 2015: Fake World
- 2016: Metafora ft.Ptakova
- 2018: The Return
- 2018: Warm Farewell
- 2018: Warm Farewell Remix

### Wideo
- 2014: Time to Waste (lyric video)
- 2015: Careless (lyric video)
- 2015: Time to Waste Gazella Remix (Summer edit lyric video)
- 2018: The Return
- 2018: The Return live at T-Mobile Electronic Beats Stage New Horizons Festival
- 2018: What U’ve Got live at T-Mobile Electronic Beats Stage New Horizons Festival
- 2018: Warm Farewell
- 2018: Warm Farewell Remix
- 2019: Fake World live at T-Mobile Electronic Beats Stage New Horizons Festival

### Składanki
- 2015: Ram Cafe 10
- 2016: Odkryj